# 柏尼法斯營

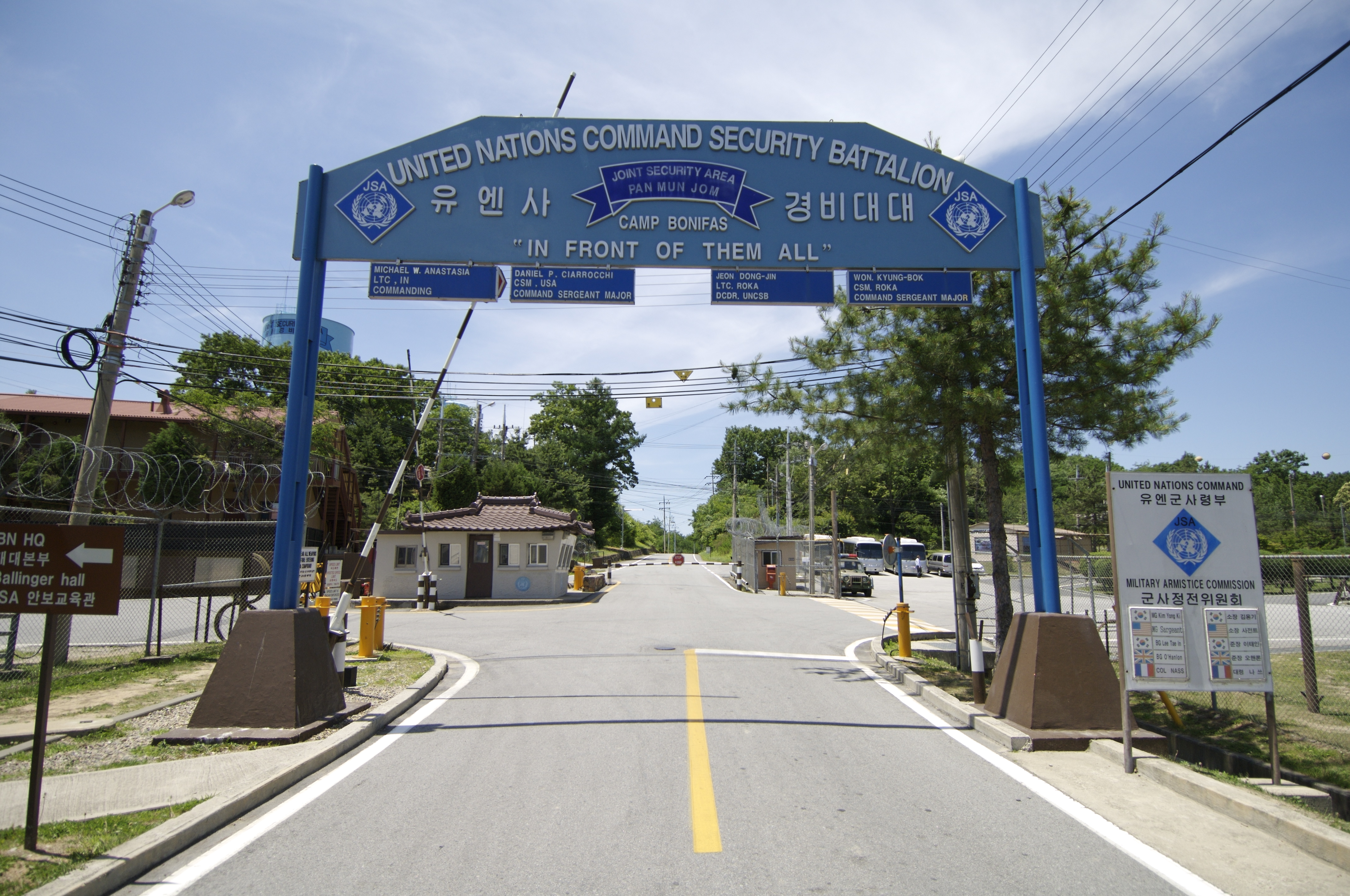
柏尼法斯營基地大門，此圖由南韓向北拍攝。

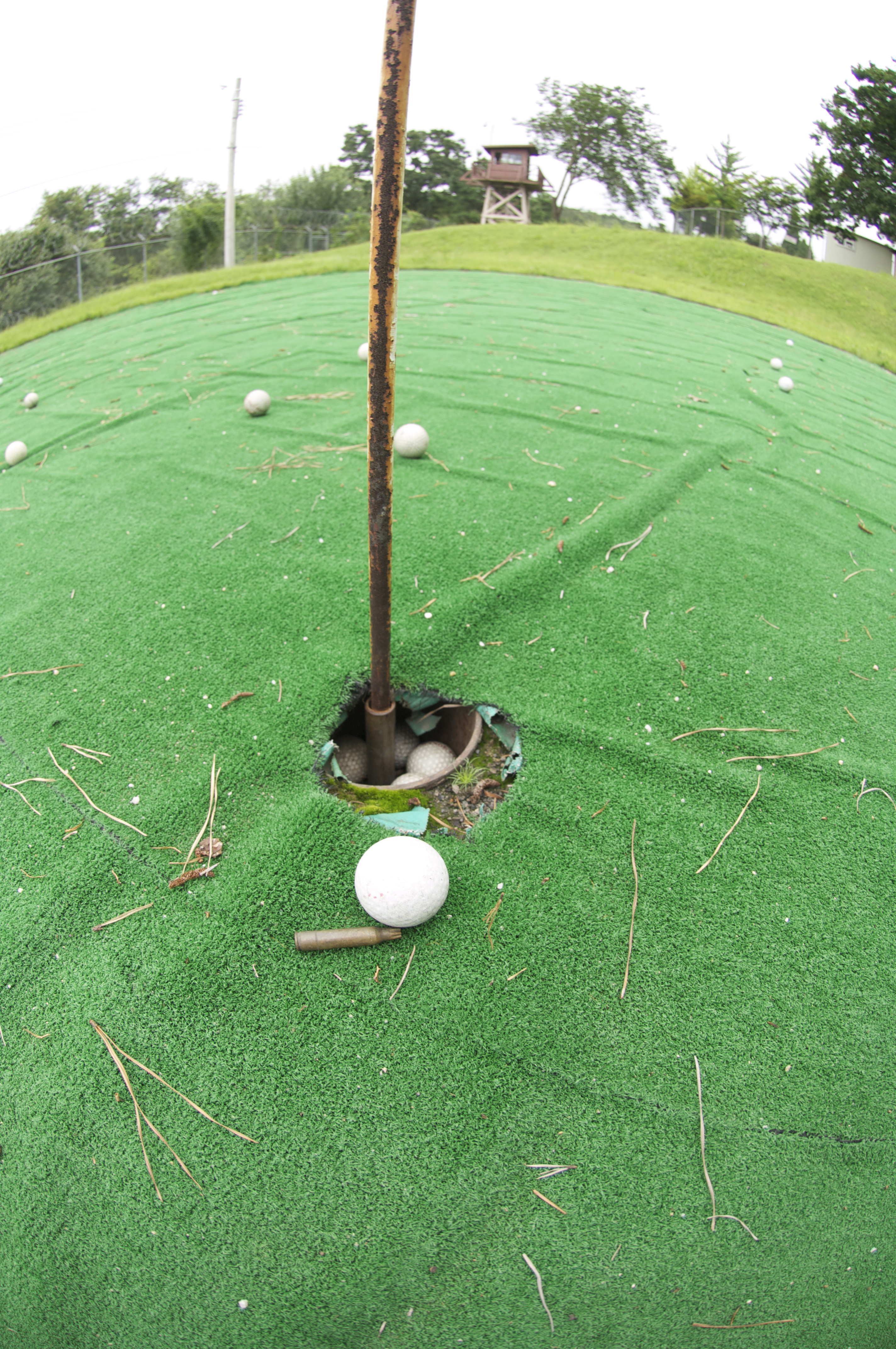
「世界上最危險的高爾夫球場」：朝韓非軍事區的柏尼法斯營高爾夫球場

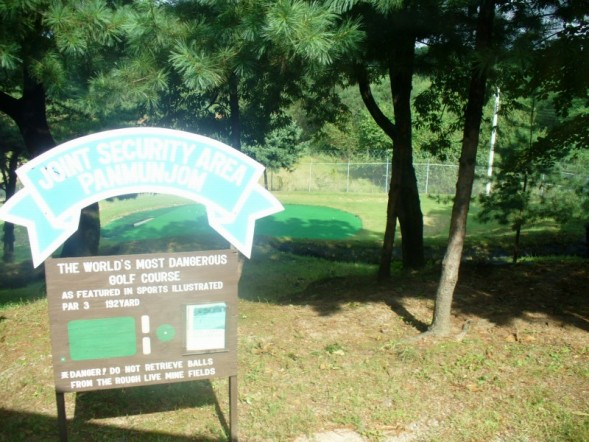
柏尼法斯營的高爾夫球場

柏尼法斯營（英語：Camp Bonifas）是聯合國軍設於朝鮮半島上的軍事基地，位在朝韓非軍事區南部邊界以南後方400米處。而只要再往北2,400米持續前進，便可抵達位在板門店的共同警備區，橫越此處的三八線是大韓民國（韓國）及朝鮮民主主義人民共和國（朝鮮）的邊界。
柏尼法斯營駐有聯合國軍警備營（United Nations Command Security Battalion），該單位的主要任務是監控、並約束朝韓雙方遵守朝鮮停戰協定的規定。大韓民國國軍及駐韓美軍士兵負責非軍事區和週邊地區的導覽。營地內也有一家禮品店，主要販賣與非軍事區和共同警備區相關的伴手禮。
該營地的前身最早命名為小鷹營（Camp Kitty Hawk）。到了1986年8月18日，為了紀念1976年板門店事件中遭朝鮮人民軍士兵殺害的美國陸軍上尉亞瑟·柏尼法斯（Arthur Bonifas），而改軍事基地名稱為柏尼法斯營。在營地那裡，還有一個標準桿的「高爾夫球場」，其中有一部份也已使用了AstroTurf草地綠化。但值得注意的是，這高爾夫球場的三面由地雷區包圍著。《運動畫刊》把這座高爾夫球場稱呼為「最危險的高爾夫球場球洞」，並有報告說至少已經有一次因誤擊而導致地雷引爆。1998年，凱文·沙利文於《華盛頓郵報》中稱柏尼法斯營為「僅距非軍事區南部440碼遠，由三道帶刺鐵絲網包圍著建築小聚落」，並說如果不是周遭的雷區和士兵，這裡「看起來像是一座大型的童子軍營地」。